# North Shore (Virgínia)
North Shore és una concentració de població designada pel cens dels Estats Units a l'estat de Virgínia. Segons el cens del 2000 tenia 2.112 habitants.

## Demografia
Segons el cens del 2000, North Shore tenia 2.112 habitants, 994 habitatges, i 748 famílies. La densitat de població era de 59,7 habitants per km².
Dels 994 habitatges en un 15,1% hi vivien nens de menys de 18 anys, en un 70% hi vivien parelles casades, en un 4% dones solteres, i en un 24,7% no eren unitats familiars. En el 21,2% dels habitatges hi vivien persones soles el 8,6% de les quals corresponia a persones de 65 anys o més que vivien soles. El nombre mitjà de persones vivint en cada habitatge era de 2,12 i el nombre mitjà de persones que vivien en cada família era de 2,44.
Per edats la població es repartia de la següent manera: un 12,2% tenia menys de 18 anys, un 3,5% entre 18 i 24, un 18,4% entre 25 i 44, un 42,5% de 45 a 60 i un 23,5% 65 anys o més.
L'edat mediana era de 54 anys. Per cada 100 dones de 18 o més anys hi havia 98,8 homes.
La renda mediana per habitatge era de 55.288 $ i la renda mediana per família de 62.546 $. Els homes tenien una renda mediana de 34.323 $ mentre que les dones 24.612 $. La renda per capita de la població era de 34.028 $. Entorn de l'1,3% de les famílies i l'1,6% de la població estaven per davall del llindar de pobresa.

## Poblacions més properes
El següent diagrama mostra les poblacions més properes.